# Туктарово
Тукта́рово (рос. Туктарово, башк. Туҡтар) — присілок у складі Благовіщенського району Башкортостану, Росія. Входить до складу Волковської сільської ради.
Населення — 172 особи (2010; 136 в 2002).
Національний склад:
- башкири — 53 %
- марійці — 40 %